# Richard Libertini
Richard Libertini (Cambridge (Massachusetts), 21 mei 1933 – Venice Beach (Los Angeles), 7 januari 2016) was een Amerikaans acteur.

## Biografie
Libertini was een zoon van Italiaanse ouders, en groeide op in een gezin waar zowel Engels als Italiaans werd gesproken. Later gebruikte hij zijn Italiaanse achtergrond voor zijn rollen met zijn Italiaans accent. Libertini heeft gestudeerd aan de Emerson College in Boston. En heeft een tijd zijn geld verdiend als trompetspeler en verhuisde later naar New York waar hij zijn carrière als acteur begon. 
Libertini begon met acteren in het theater op off-Broadway producties, hij maakte in 1966 zijn debuut op Broadway in het toneelstuk Don't Drink the Water. Hierna heeft hij nog meerdere rollen gespeeld op Broadway als op off-Broadway. 
Libertini begon in 1968 met acteren voor televisie in de film The Night They Raided Minsky's. Hierna heeft hij nog 120 rollen gespeeld in films en televisieseries zoals Catch-22 (1970), Soap (1977-1978), Popeye (1980), Going Berserk (1983), Awakenings (1990), Lethal Weapon 4 (1998), Law & Order (1994-1999) en Dolphin Tale (2011).
Libertini is van oktober 1963 tot en met januari 1978 getrouwd geweest met Melinda Dillon en zij hadden samen een zoon.
Hij overleed op 82-jarige leeftijd in Venice Beach nabij Los Angeles aan kanker.

## Filmografie

### Films
Selectie:
- 2011 · Dolphin Tale – als visser
- 2007 · Jane Doe: How to Fire Your Boss – als dr. Franklin Bennett
- 1998 · Lethal Weapon 4 – als rabbijn Gelb
- 1994 · Nell – als Alexander Paley
- 1990 · The Bonfire of the Vanities – als Ed Rifkin
- 1990 · Awakenings – als Sidney
- 1988 · Betrayed – als Sam Kraus
- 1986 · Big Trouble – als dr. Lopez
- 1985 · Fletch – als Frank Walker
- 1983 · Deal of the Century – als Masaggi
- 1982 · Best Friends – als Jorge Medina
- 1980 · Popeye - als Geezil
- 1978 · Days of Heaven – als leider van Vaudeville
- 1970 · Catch-22 – als broeder John
- 1968 · The Night They Raided Minsky's – als Pockets

### Televisieseries
Uitgezonderd eenmalige gastrollen.
- 2015 - Aquarius - als Saul Hodiak - 2 afl.
- 2010 · Supernatural – 1 afl. (S4E12)
- 2000–2001 · The District – als Eddie – 2 afl.
- 1997–1998 · Jenny – als mr. Patel – 4 afl.
- 1991–1992 · Pacific Station – als detective Richard Capparelli – 13 afl.
- 1990–1991 · The Fanelli Boys – als pastoor Angelo Lombardi – 19 afl.
- 1990 · DuckTales – als Dijon – 3 afl. (animatieserie)
- 1988 · Family Man – als Shelly Tobin – 7 afl.
- 1982 · Bret Maverick – als Fingers Wachefsky – 2 afl.
- 1977–1978 · Soap – als The Godfather – 4 afl.
- 1972 · The Melba Moore-Clifton Davis Show – als ?? - ? afl.
- 1971 · Story Theatre – als ?? - ? afl.

## Theaterwerk opBroadway
- 2011–2012 · Relatively Speaking – als rabbijn Baumell
- 2004 · Sly Fox – als Jethro Crouch
- 1974 · Bad Habits – als Jason Pepper / Harry Scupp / Hugh Gumbs
- 1971 · ''Ovid's Metamorphoses – als ??
- 1970 · Paul Sills' Story Theatre – als Parson / Cock / Sexton / dief / Foxy Woxy / visser / tweede zoon
- 1966–1967 · Don't Drink the Water – als pastoor Drobney

- Bibliothèque nationale de France: cb14199258s (data)
- Gemeinsame Normdatei: 129579165
- International Standard Name Identifier: 0000 0001 1462 8809
- Library of Congress Control Number: n88100596
- MusicBrainz: b8f98dd0-2eac-486a-9584-2e038e16298d
- Nationale Bibliotheek van Tsjechië: xx0102141
- Nationale Bibliotheek van Israël: 987007314431805171
- Istituto Centrale per il Catalogo Unico: LO1V267238
- SNAC: w6rc4sh6
- Virtual International Authority File: 100861059
- WorldCat: E39PBJyhhm6R386rKYWCDJcByd

1. ↑  (en) Biografie